# Riesgo operacional
Riesgo operacional es la probabilidad de incurrir en pérdidas económicas, afectación de la imagen o sanciones legales para una organización, por fallas en el recurso humano, los procesos, la tecnología o la infraestructura, sea por acontecimientos externos o internos.